# Варыгино (Псковская область)
Вары́гино — деревня в Опочецком районе Псковской области России.
Административный центр Варыгинской волости.

## География
Расположена в 9 км к северо-западу от города Опочка на берегу реки Исса.

## Население
| 2001 | 2002 | 2010 | 2013 | 2014 | 2015 | 2016 |
| ---- | ---- | ---- | ---- | ---- | ---- | ---- |
| 257  | ↘185 | ↘140 | ↗159 | ↘151 | ↗158 | ↘151 |

Численность населения по состоянию на начало 2001 года составляла 257 жителей.